# Distretto di Teplyk
Il distretto di Teplyk (in ucraino Теплицький район?) era un distretto dell'Ucraina, situato nell'oblast' di Vinnycja. Il suo capoluogo era Teplyk. È stato soppresso con la riforma amministrativa del 2020.